# اسحاق جهانگیری در انتخابات ریاست‌جمهوری ایران (۱۳۹۶)
اسحاق جهانگیری کوشایی برای دوازدهمین انتخابات ریاست جمهوری در تاریخ ۳۱ فروردین ۱۳۹۶ از سوی شورای نگهبان جهت ورود به انتخابات ریاست جمهوری تأیید صلاحیت شد.
اسحاق جهانگیری در ۲۶ اردیبهشت ۱۳۹۶ با صدور بیانیه‌ای از کاندیداتوری انتخابات ریاست جمهوری به نفع حسن روحانی انصراف داد.
جهانگیری با ستاد «دولت امید و آینده» و شعار «همه برای ایران» در انتخابات شرکت کرد.

## نامزدی

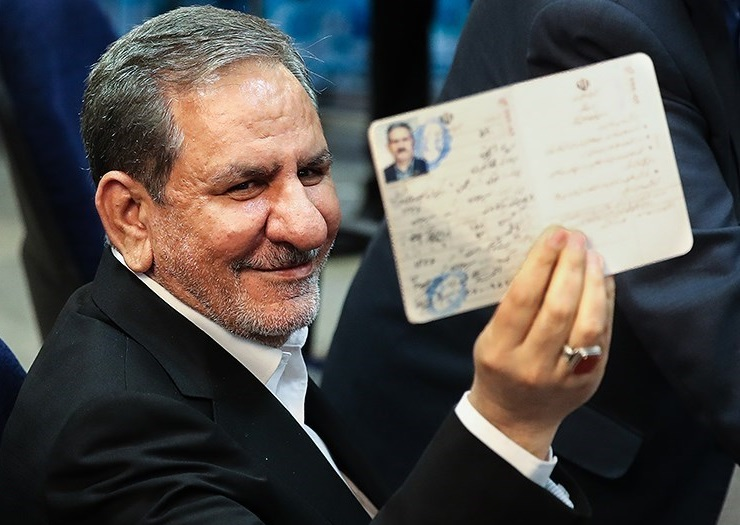
ثبت نام جهانگیری برای نامزدی در انتخابات ریاست جمهوری سال ۱۳۹۶

اسحاق جهانگیری در تاریخ ۲۶ فروردین ماه در آخرین دقایق قانونی ثبت نام با حضور در وزارت کشور در انتخابات ریاست جمهوری ثبت نام کرد.

### نامزد حمایتی

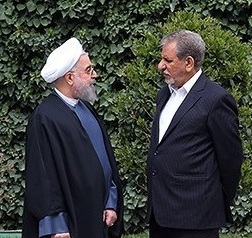
عکسی که جهانگیری در صفحهٔ اینستاگرام خود گذاشت و نوشت «من و آقای روحانی در کنار هم هستیم… مکمل هم هستیم… در هیچ مقطعی از تاریخ پس از پیروزی انقلاب، بین معاون اول و رئیس‌جمهور، چنین رابطهٔ صمیمانه‌ای وجود نداشته‌است.»

بیشتر رسانه‌ها که پیشتر از ثبت‌نام گزینه‌ای پوششی یا ضربه‌گیر یا حمایتی برای حمایت از روحانی در انتخابات خبر می‌دادند، اسحاق جهانگیری را که در آخرین ساعت ثبت‌نام در انتخابات در وزارت کشور حضور به هم رساند، نامزد پوششی روحانی معرفی کردند.
محمدباقر نوبخت سخنگوی دولت نیز پس از نام‌نویسی وی صراحتاً گفت که جهانگیری برای دفاع از دولت در انتخابات نام‌نویسی نمود، و او مکمل روحانی است.
با این حال، جهانگیری بعدتر پوششی بودن خود برای روحانی را تأیید نکرد و گفت خودم می‌خواهم رئیس‌جمهور شوم.
همچنین برخی رسانه‌ها جهانگیری را نامزد احتیاطی تحلیل کردند، یعنی نامزدی که در صورتی که احتمال موفق نشدن روحانی افزایش یافت، جایگزین روحانی شود.

## تشکیل ندادن ستاد
جهانگیری که از او با عنوان نامزد حمایتی روحانی یاد می‌شد، اعلام کرد که از تشکیل ستاد انتخاباتی خودداری خواهد کرد. از آنجا که طبق قانون هر نامزد باید یک نفر رئیس ستاد داشته باشد تا در قبال مسائل تبلیغات پاسخگو باشد، جهانگیری حسین مرعشی را برای این سمت انتخاب کرد.

## سفرهای تبلیغاتی
- یاسوج (۲۶ اردیبهشت)
- شیراز (۲۶ اردیبهشت)
- بوشهر (۲۶ اردیبهشت)
- رشت (۲۷ اردیبهشت)
- گرگان (۲۷ اردیبهشت)
- اراک (۲۷ اردیبهشت)
- قم (۲۷ اردیبهشت)
- دلفان (۲۸ اردیبهشت)

## کناره‌گیری به نفعحسن روحانی
اسحاق جهانگیری در روز ۲۶ اردیبهشت ۱۳۹۶ پس از انتشار نامه شورای عالی سیاستگذاری اصلاح‌طلبان که از او خواسته بودند به نفع روحانی انصراف دهد، در یک نشست انتخاباتی در شیراز به نفع حسن روحانی از انتخابات کنار رفت.